# Terville
Terville (deutsch Terwen, lothringisch Tierwen) ist eine französische Stadt mit 7609 Einwohnern (Stand 1. Januar 2022) im Département Moselle in der Region Grand Est (bis 2015 Lothringen). Sie gehört zum Arrondissement Thionville.

## Geografie
Terville liegt unmittelbar südlich von Thionville und ist mit dieser Stadt zusammengewachsen.

## Geschichte
Weitere Schreibweisen lauteten: Terven (1282), Terffen (1524), Tervern (1544), Therville (1793).
Terville kam 1871 zum Deutschen Reich und wurde dem Reichsland Elsaß-Lothringen zugeordnet, wobei die Ortschaft den Namen Terwen bekam. 1918 musste das Deutsche Reich infolge der Niederlage im Ersten Weltkrieg Terwen und das übrige Reichsland Elsaß-Lothringen an Frankreich abtreten; Terwen wurde in Terville umbenannt. Anfang der 1940er Jahre wurde Terville von Soldaten des NS-Reiches besetzt und wieder in Terwen umbenannt. Mitte der 1940er Jahre wurde dann Terwen von amerikanischen Truppen befreit und seitdem gehört Terwen wieder zu Frankreich und heißt Terville.

## Bevölkerungsentwicklung
| Jahr      | 1962 | 1968 | 1975 | 1982 | 1990 | 1999  | 2007 | 2015 | 2021 |
| Einwohner | 5429 | 5771 | 5747 | 5224 | 6281 | 6.469 | 6479 | 7134 | 7456 |